# Andrei Kapralov
Andrei Kapralov (San Petersburgo, Rusia, 7 de octubre de 1980) es un nadador ruso retirado especializado en pruebas de estilo libre, donde consiguió ser subcampeón mundial en 2005 en los 4 x 100 metros estilos.

## Carrera deportiva
En el Campeonato Mundial de Natación de 2005 celebrado en Montreal ganó la medalla de plata en los relevos de 4 x 100 metros estilos, nadando el largo de estilo libre, con un tiempo de 3:35.08 segundos, tras Estados Unidos (oro con 3:31.85 segundos) y por delante de Japón (bronce con 3:35.40 segundos).